# احود راجرز
احود راجرز (انگلیسی: Ehud Rogers; ۱۵ اکتبر ۱۹۰۹ – ۲۵ ژانویهٔ ۱۹۹۶) بازیکن فوتبال اهل ولز بود.
از باشگاه‌هایی که در آن بازی کرده‌است می‌توان به باشگاه فوتبال آرسنال و باشگاه فوتبال رکسهام اشاره کرد.
وی همچنین در تیم ملی فوتبال ولز بازی کرده‌است.